# Exil
Exilul este o formă de pedepsire prin care o persoană (sau un grup de persoane) este forțată să-si părăsească căminul, sau o măsură prin care i se interzice întoarcerea acasă sub amenințarea închisorii sau a pedepsei cu moartea. 

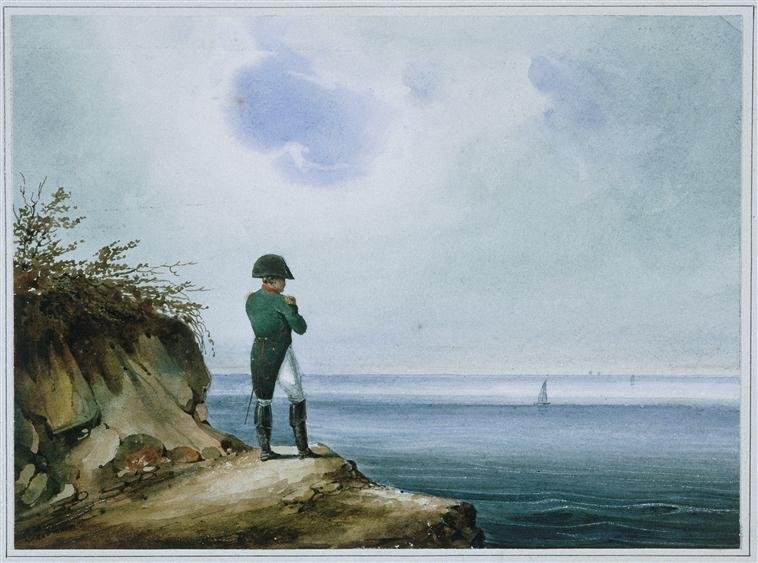
Napoleon Bonaparte exilat pe insula Sfânta Elena, pictor Franz Josef Sandmann (1820)

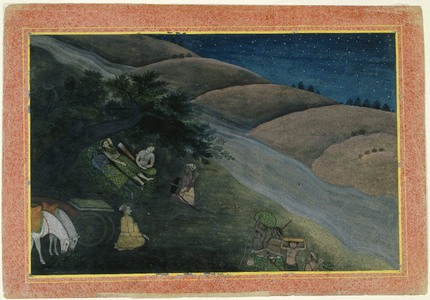
Prima noapte în exil - tablou face parte dintr-o serie celebră de picturi care ilustrează una dintre marile epopei ale hinduismului, Ramayana. Este prezentată povestea prințului Rama, care a fost exilat greșit din împărăția tatălui său, însoțit doar de soție și frate.

În dreptul roman exsilium denota atât exilul voluntar, cât și exilarea ca alternativă la pedeapsa cu moartea.
Se face deosebirea dintre exilul intern, (schimbarea forțată a domiciliului în interiorul propriei țări) și exilul extern sau deportarea în afara țării de reședință. 

## Exilul persoanelor
Exilul a fost folosit ca o formă de pedepsire, în mod special pentru oponenții politici ai celor aflați la putere. Folosirea exilului pentru scopuri politice poate fi uneori folositoare pentru guverne, pentru că împiedică exilații să mai organizeze lupta împotriva puterii, sau nu îi transformă în martiri în cazul în care ar cădea în luptă sau ar fi executați.
Exilul a reprezentat o pedeapsă severă pentru oameni precum Ovidiu sau Du Fu, exilați în regiuni ciudate sau subdezvoltate, rupți de sursele de venit, de familie și de prieteni. Dante descrie suferințele exilului în Divina Comedie:
«. . . Tu lascerai ogne cosa diletta
più caramente; e questo è quello strale
che l'arco de lo essilio pria saetta.
Tu proverai sì come sa di sale
lo pane altrui, e come è duro calle
lo scendere e 'l salir per l'altrui scale . . .»
". . . Vei lăsa în urmă tot ceea iubești
mai mult; aceasta e acea săgeată
pe care arcul exilului o trage mai întâi.
Tu vei afla cât de sărat este gustul
pâinii unui străin și cât de greu este
să urci și să cobori scara altora. . ."
Paradiso XVII: 55-60